# Winterfeldzug 1664 des Nikolaus Zrinski
Der Winterfeldzug 1664 des Nikolaus Zrinski war eine militärische Operation einer großen Militäreinheit der Habsburgermonarchie unter dem Kommando des kroatischen Ban Nikolaus Zrinski im Gebiet Südungarns und Ostkroatiens, das im Winter zu Beginn des Jahres 1664 vom Türkischen Reich besetzt wurde. An der Spitze einer für damalige Verhältnisse relativ großen Armee von etwa 25.000 Kriegern versuchte Zrinski weitere Plünderungs- und Eroberungspläne der Türken zu vereiteln. In diesem Feldzug wurden mehrere Festungen befreit, unter anderen Berzence (Brežnica), Babócsa (Bobovec), Barcs (Barč), Turbek und die Vororte der Festung Pécs, sowie Darda. Am Ende wurde die große osmanische Brücke in der Nähe von Osijek, besser bekannt als Suleimans Brücke, in Brand gesteckt und größtenteils zerstört. Die Ingenieur-Formationen des Sultans reparierten und bauten die zerstörten Teile der verbrannten Brücke relativ schnell wieder auf, und in wenigen Monaten überquerte ihn etwa 100.000 Mann starke Armee und stellte die osmanische Herrschaft in Südungarn wieder her.

## Vorgeschichte
Mitte des 17. Jahrhunderts herrschte offiziell Frieden zwischen der Habsburgermonarchie und dem Türkischen Reich, doch an der langen Grenze der beiden Reiche unternahmen lokale osmanische Kommandeure gelegentlich Raubzüge auf das schmale freie Territorium Kroatiens und Ungarns. Der kroatische Ban Nikolaus Zrinski beschloss, dem ein Ende zu setzen und solchen Einbrüchen über die Grenze entgegenzuwirken, obwohl er für solche Aktivitäten nicht die Unterstützung des Wiener Hofs hatte. Einer seiner Schritte zur Umsetzung dieser Entscheidung war beispielsweise im Jahr 1661 der Bau der Festung Novi Zrin, was die Türken davon abhalten würde, Kroatien zu überfallen.
Obwohl der Kaiser und kroatisch-ungarische König Leopold I. von Habsburg ihn ermahnte, den Bau von Novi Zrin einzustellen, da dieser angeblich gegen das unterzeichnete Friedensabkommen verstoße, wurde dies nicht getan. Türkische diplomatische Vertreter warnten die Machthaber in Wien und forderten, Zrinski zum Gehorsam zu zwingen, doch Novi Zrin wurde trotzdem gebaut, sodass die türkischen Militärkommandanten beschlossen, die Festung selbst zu besetzen und zerstören. Nach einigen erfolglosen Versuchen bereiteten die Osmanen Ende 1663 tief in ihrem Territorium eine große Armee von etwa 100.000 Mann unter der Führung des Großwesirs Köprülü Fâzıl Ahmed Pascha für einen Feldzug nach Westen vor, in dessen Rahmen auch Novi Zrin erobert würde.
Am 12. Dezember 1663 beschloss das Kroatische Parlament einen allgemeinen Aufstand (d. h. eine Mobilmachung), um Militäreinheiten zur Bewachung der Grenze und zum Gegenangriff auf die von den Osmanen besetzten Gebiete zu bilden. Nikolaus Zrinski gelang es, die kroatischen und ungarischen Truppen an die Grenze zu bringen, um zum Schutz der deutsch-österreichischen Truppen unter der Führung des deutschen Generals Wolfgang Julius von Hohenlohe-Neuenstein beizutragen. Die Kommandeure der Armee entschieden, dass es sehr wichtig und dringend sei, den Feind zu überraschen, und so würden sie gleich zu Beginn einen starken Militärschlag unternehmen, wenn die osmanische Armee weniger bereit ist, weil sie sich in der Winterruhe befindet.

## Verlauf des Feldzugs
Am 13. Januar 1664 zog Zrinskis Armee, die sich an der Mur in der Herrschaft Međimurje versammelte, nach Osten, in das besetzte Gebiet Südungarns. An der Spitze der Armee standen, neben Nikolaus Zrinski, General Hohenlohe und die ungarische Grafen Krsto Baćan (Kristof Batthyány) und Pavao (Pál) Eszterházy de Galántha (der später für seine Verdienste den Fürstentitel erhielt). Unter den etwa 25.000 Kriegern, die sie anführten, befanden sich etwa 16.000 Kroaten und Ungarn sowie etwa 9.000 Deutsche und Österreicher.
Während des Feldzugs wurden am 21. und 22. Januar die türkischen Festungen Berzence und Babócsa angegriffen, aus denen die Osmanen relativ schnell vertrieben wurden. Anschließend wurde die Festung Barcs befreit und die Belagerung von Szigetvár begann am 25. Januar. Da es sich bei Szigetvar um eine starke Festung handelte, deren Eroberung viel Zeit in Anspruch nahm und mehr Belagerungsausrüstung und Munition erforderte, wurde die Belagerung abgebrochen und alle Kräfte zur Belagerung von Pécs verlegt. Am 29. Januar wurde der äußere Teil der Festung Pécs erfolgreich erobert, nicht jedoch die gut befestigte und verteidigte innere Festung selbst.
Nikolaus Zrinski war überzeugt, dass die Belagerung und Eroberung von ganz Pécs lange dauern konnte. Um nicht zu viel Zeit zu verlieren, beschloss er im Einvernehmen mit den anderen Kommandanten, die Kavallerie zum Angriff nach Süden in Richtung Drau zu führen und die mehrere Kilometer lange türkische Brücke bei Osijek zu zerstören. Nachdem sie Darda erreicht hatten, wo die Osmanen den Zugang zur Brücke bewachten, griffen Zrinskis Reiter am 30. Januar diese feindliche Festung an und zerstreuten bald die Besatzung, die über die Brücke nach Osijek floh. Einige Quellen sagen, dass Zrinski die Türken nach Osijek verfolgte und einen Teil der Stadt niederbrannte. Auf dem Rückweg zündete er die Brücke an, die größtenteils niederbrannte. Diese Episode des Winterfeldzugs dauerte laut Quellen mehrere Tage (vom 1. bis 3. Februar 1664).
Nach der Zerstörung der Suleiman-Brücke wird Zrinski bereits bei seiner Rückkehr nach Nordwesten am 6. Februar in der Gegend von Szigetvár erwähnt, und bald begann der kroatische Ban in seiner Herrschaft Međimurje mit den Vorbereitungen für einen Angriff auf die starke und wichtige türkische Festung Nagykanizsa, den vorgeschobensten Posten des Osmanischen Reiches im Südwesten Ungarns.

## Nachgeschichte
Die niedergebrannte Suleiman-Brücke wurde in den nächsten Monaten von den Türken wieder aufgebaut und diente dann erneut für den Übergang der Streitkräfte über die Drau. Ihre inzwischen versammelte große Armee zog nach Westen und erreichte im Juni Novi Zrin, das sie nach einmonatiger Belagerung eroberte und dem Erdboden gleichmachte. Mit seinem Winterunterfangen gelang es Nikolaus Zrinski die osmanischen Invasoren eine Zeit lang aufzuhalten, die schließlich in der Schlacht bei St. Gotthard eine große Niederlage erlitten.

## Galerie

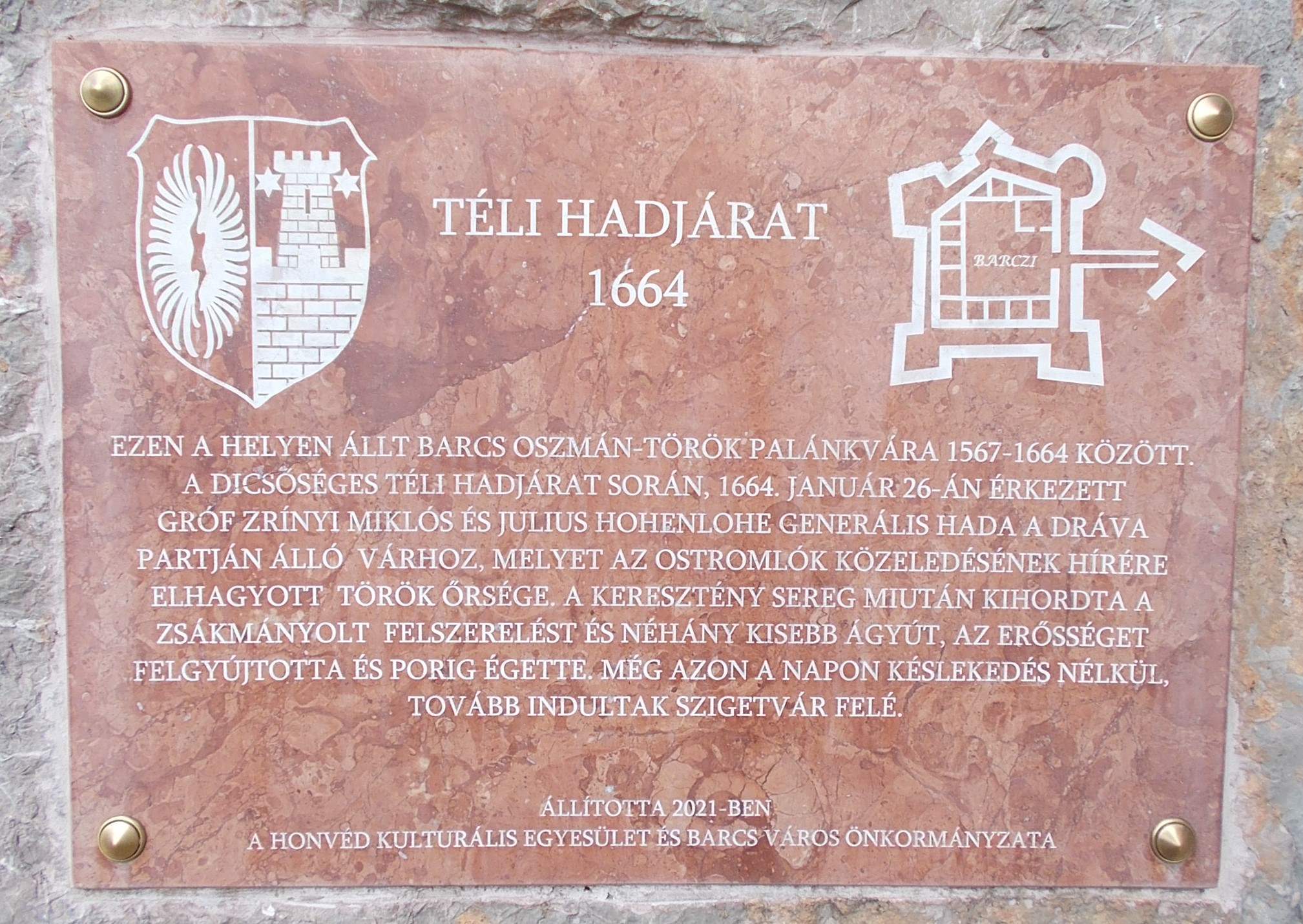
Gedenktafel in Bárcs
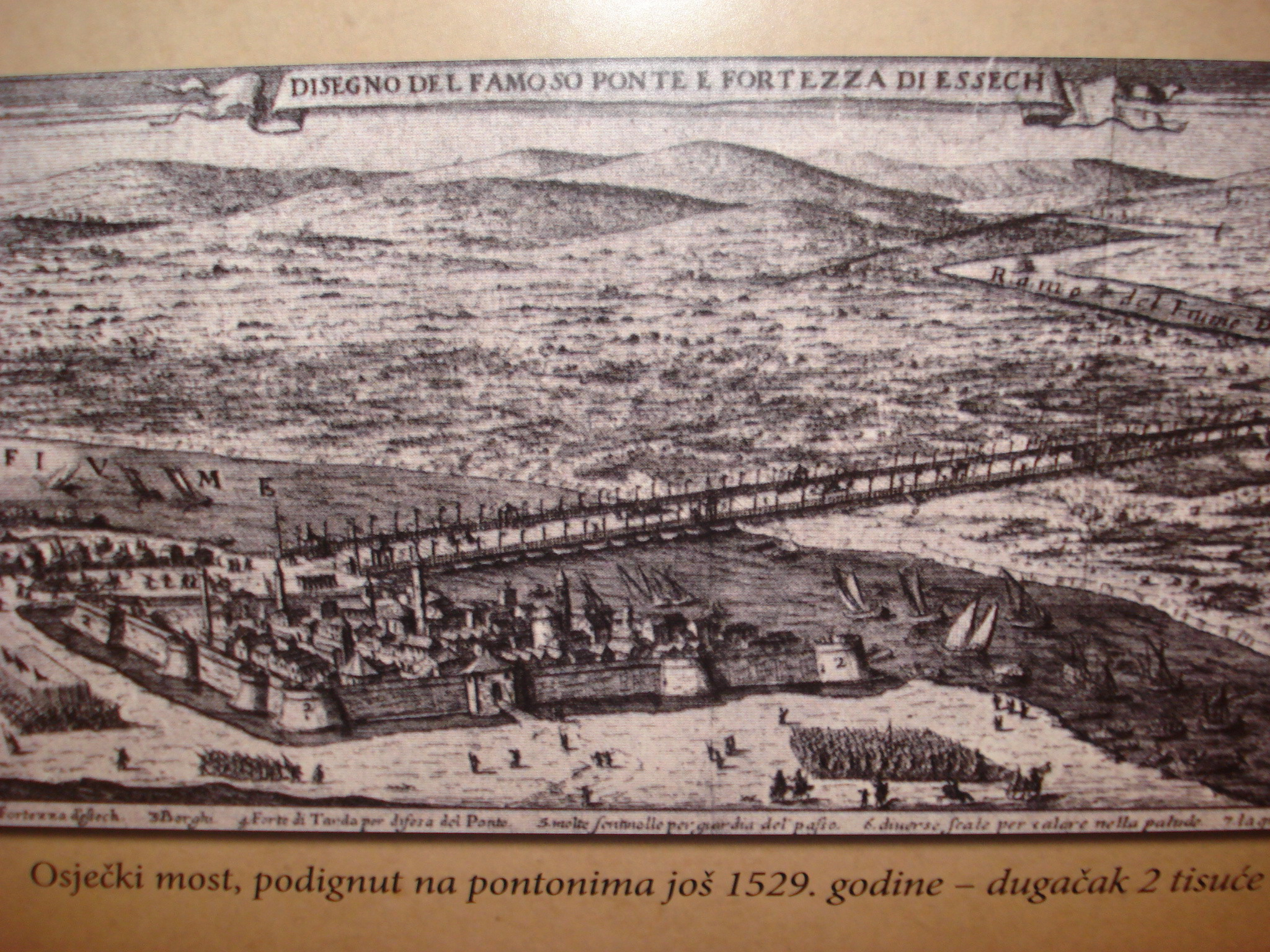
Suleiman-Brücke über die Drau, die zerstört wurde
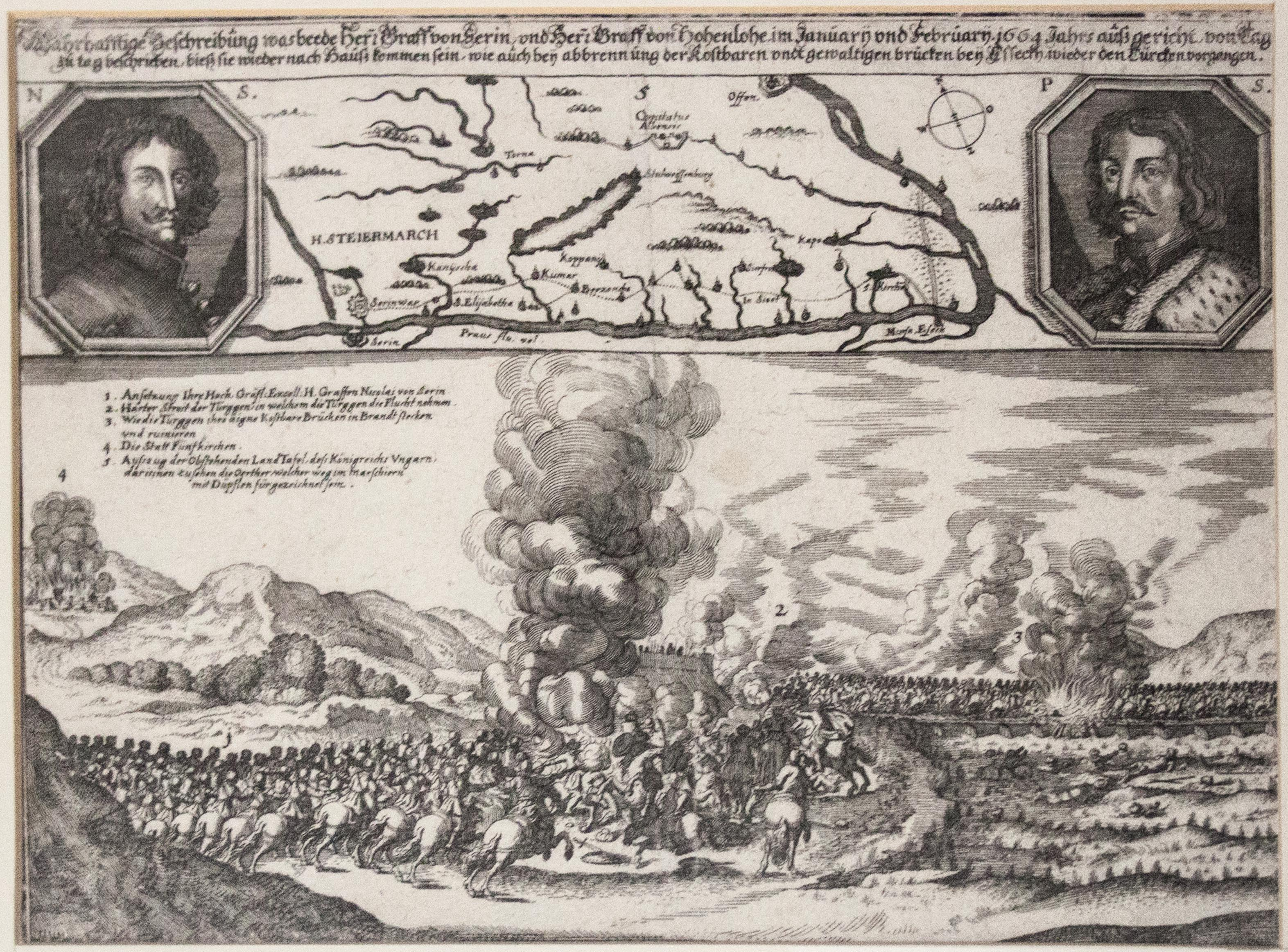
Verbrennen der Suleiman-Brücke